# 丰州 (内蒙古自治区)
丰州，中国隋朝到明朝的州。

## 隋代
585年（開皇五年），设置丰州（現在内蒙古自治区五原县南）。607年（大業3年）实行郡制改为五原郡，管轄1县。
| 隋朝行政区画変遷 | 隋朝行政区画変遷 | 隋朝行政区画変遷 | 隋朝行政区画変遷     |
| 区分             | 開皇五年         | 区分             | 大業三年             |
| ---------------- | ---------------- | ---------------- | -------------------- |
| 州               | 丰州             | 郡               | 五原郡               |
| 州               | 丰州             | 县               | 九原县 永丰县 安化县 |

## 唐代
唐代丰州属于关内道，630年（贞观四年），设立丰州都督府。649年（贞观二十三年）取消都督府。742年（天宝元年）改为九原郡，758年（乾元元年）恢复丰州。设立天德军、丰州都防御使。
| 唐朝行政区划變遷 | 唐朝行政区划變遷 | 唐朝行政区划變遷 | 唐朝行政区划變遷 | 唐朝行政区划變遷 |
| 区分             | 贞观四年         | 贞观二十三年     | 天宝元年         | 乾元元年         |
| ---------------- | ---------------- | ---------------- | ---------------- | ---------------- |
| 州               | 丰州都督府       | 丰州             | 九原郡           | 丰州             |
| 县               | 無               | 九原县 永丰县    | 九原县 永丰县    | 九原县 永丰县    |
| 軍               | -                | -                | -                | 天德军           |

唐朝丰州刺史
- 张长逊（618年—621年，总管）
- 潘佛寿（武德年间）
- 赵士达（武德年间，都督）
- 刘兰（628年）
- 史大奈（630年—637年，都督）
- 刘兰（637年）
- 李素立（649年，都督）
- 元礼臣（655年，都督）
- 臧善安（高宗时，都督）
- 程务挺（679年—683年，都督）
- 崔智辩（683年，都督）
- 娄师德（？—692年，都督）
- 邢思孝（武周时，都督）
- 臧怀义（开元前期，都督）
- 王海宾（714年）
- 吕休琳（716年，都督）
- 袁振（730年，都督）
- 郭英奇（748年—750年，五原郡太守）
- 郭子仪（754年—755年，五原郡太守）
- 辛奉国（大历年间）
- 李景略（790年）
- 郭钢（791年）
- 李景略（796年—804年）
- 任迪简（804年—808年）
- 张煦（808年—811年）
- 高霞寓（811年）
- 周怀义（811年—814年）
- 燕重旰（814年—815年）
- 李奉仙（815年）
- 彭膺（元和末年）
- 李祐（821年）
- 李岵（822年）
- 李文悦（825年—828年）
- 浑鐬（828年—830年）
- 李公政（831年）
- 李逵（839年）
- 田牟（841年—843年）
- 石雄（843年—844年）
- 段文楚（872年）
- 蔡行（875年）
- 李珰（875年）

## 五代辽金元明
911年后梁在丰州设立天德军节度使，920年被契丹國攻克，将故丰州和天德军治所迁至前套地区（今内蒙古呼和浩特附近），为西南路招讨司治所，属于遼西京道。金代時属于西京路，元朝属于中书省河东山西道宣慰司大同路，明朝初年属于山西行都指挥使司。明朝中期入漠南蒙古，丰州废除。